# نظام وحدات متر كيلوغرام ثانية

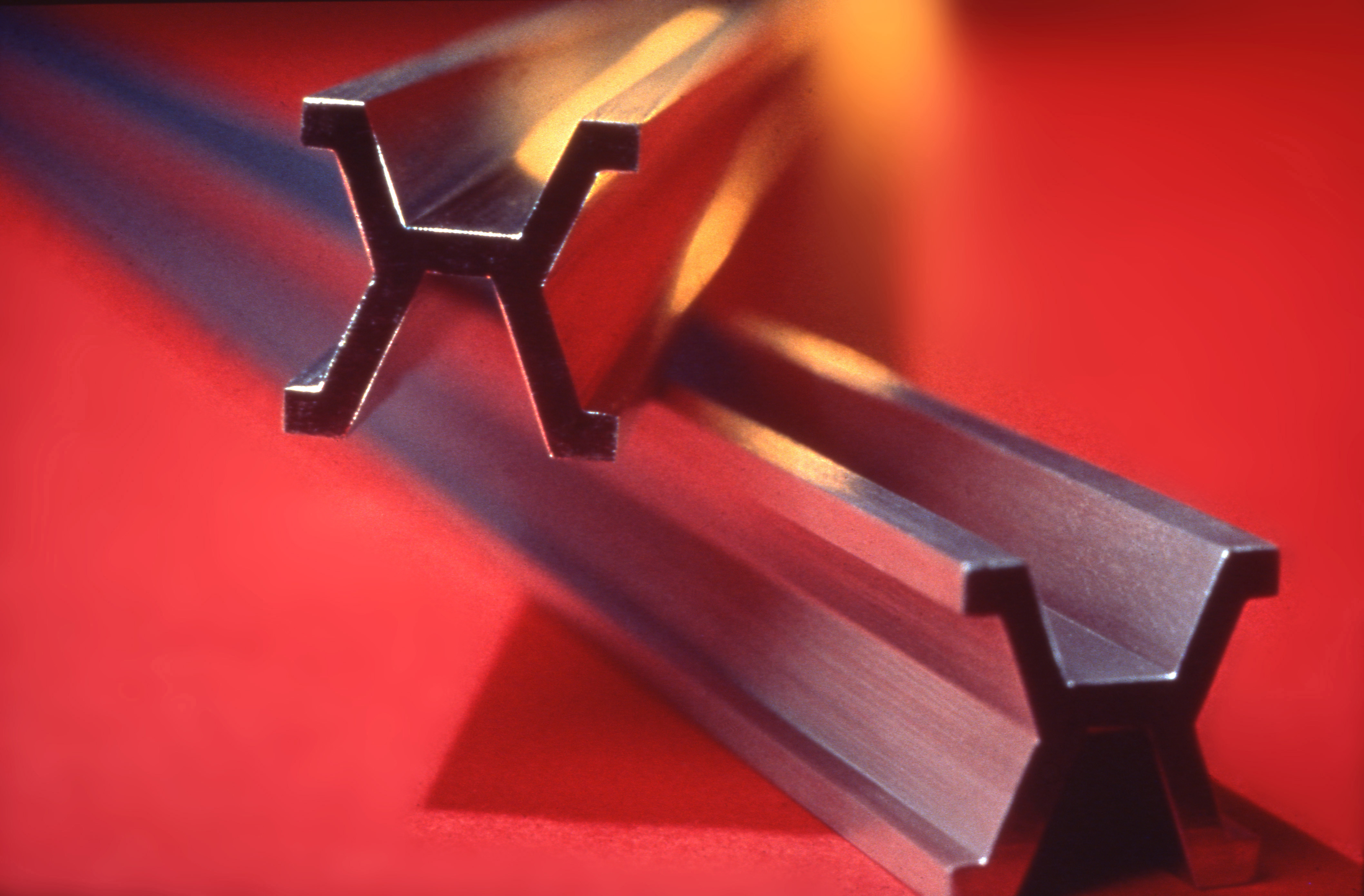
شريط متر البلاتين والإيريديوم

نظام وحدات متر كيلو ثانية هو نظام فيزيائي تم وضعه ليقوم بالتعبير عن القياسات المختلفة بالوحدات الاساسية :
- متر
- كيلو
- ثانية

## النشأة
في عام 1901 اقترح العالم الإيطالي جيوفاني جيورجي نظام وحدات متر كيلو ثانية علي المنظمة الايطالية للاكترونيات وتم إضافة وحدة رابعة مأخوذة من الكهرومغناطيسية ليتم استخدام هذا النظام كنظام عالمي.

## تاريخيًا
نجح نظام وحدات متر كيلو ثانية ليتخطي نظام وحدات سنتيمتر غرام ثانية الذي تم وضعه من قبل الجمعية البريطانية عام 1874 وتم استخدام نظام وحدات متر كيلو ثانية عالميًا ليمهد الطريق لنظام آخر وهو نظام الوحدات الدولي الذي يستخدم حتي الآن في جميع انحاء العالم.
لذلك يعد نظام وحدات متر كيلو ثانية موضوعًا مهمًا تاريخيًا وذلك لأنه قام بدمج بعض الوحدات الاخري له بجانب الكيلو و المتر و الثانية بخلاف الوحدات المشتقة الاخري، هناك قائمة بالاسفل بأغلب الوحدات العالمية المستخدمة.
وبسبب عدم وجود هيئة ادارية عليا تشرف علي نظام وحدات متر كيلو ثانية والوحدات الموجودة فيه، تختلف قائمة الوحدات الموجودة في نظام وحدات متر كيلو ثانية حسب اتفاقيات مختلفة تم الاتفاق عليها في اوقات مختلفة.
- دورة : هذه الكمية أو الوحدة تم استبدالها ب" دورة لكل ثانية " لتكون مرادفة لها كاختصار، لذلك لم تعد الدورة وحدة قياس في نظام الوحدات الدولي لعدم وجود تعريف محدد للدورة.[2]

## انظر ايضًا
- نظام وحدات متر طن ثانية (MTS)

## روابط خارجية
- Description of the MKS system
- Description of the previous CGS system